# Egeria (planta)
Egeria es un género de plantas acuáticas oriundas de Brasil. Sus especies son plantas de acuario muy populares, ya que son muy fáciles de mantener. También se destacan por producir grandes cantidades de oxígeno y absorber muchas sales minerales. 

## Descripción
Son plantas perennes, glabras, sumergidas en aguas dulces; tallos erectos, con raíces en los nudos inferiores, ramificados o no; plantas dioicas. Hojas simples, verticiladas, lineares, 10–40 mm de largo y 1.5–4.5 mm de ancho, serradas, con un nervio sin acúleos en el envés; sésiles. Inflorescencias solitarias y axilares; espata estaminada sésil, infundibuliforme a ampliamente tubular, con 2–4 flores, espata pistilada cilíndrica, partida en un lado hasta la mitad, con 1 flor; flores actinomorfas, proyectándose hacia la superficie del agua mediante la base del hipanto delgado y alargado; sépalos 3, herbáceos, verdes; pétalos 3, 2–3 veces el largo de los sépalos, membranáceos, blancos; flores estaminadas con 9 estambres libres y con un canal nectarífero pequeño, central y 3-lobado; flores pistiladas con 3 estaminodios, carpelos 3, ovario unilocular, placentación parietal. Fruto cilíndrico; semillas numerosas, fusiformes, rostradas, testa mucilaginosa.

## Distribución
Área de distribución natural: Planta tropical originaria del Sur de Brasil, Norte de Argentina y Uruguay. Yarrow et al (2009) menciona que su área de distribución natural comienza principalmente en Brasil, a lo largo de la región costera hasta el sur de Argentina y Perú en el rango neotropical (Talavera y Gallego, 2010). 
Área de distribución mundial: Egeria densa ha sido introducida en países de los cinco continentes con excepción de la Antártida. Invasora en muchas regiones templadas y subtropicales del mundo, incluyendo África, Asia, Europa, Norteamérica, Centroamérica y Caribe, Sudamérica y Oceanía.

## Ecología
Una de las especies de egeria o elodea (E. densa) fue introducida  en el  delta del río Sacramento, en California, durante la década de los 60 y desde entonces ha ocasionado un perjudical impacto social en el ecosistema de la zona. Esta planta puede infectar aproximadamente 24 km² o el 12% de la superficie total del área del delta. En otros varios estados también se la considera un problema. 
Vegeta en aguas con profundidades de menos de 3,5 m, por lo que el impacto es causado principalmente en aguas poco profundas. Forma densas  conchones que obstruyen el paso de embarcaciones, atascan las tomas y conducciones de agua, atrapan sedimentos, expulsan la vegetación nativa e impiden la migración de los peces para el desove.
Es igualmente causante de parte de la problemática ambiental en el Lago de Tota en Colombia, donde su colmatación ha ayudado a la pérdida del embalse, ocupando hasta un 30% del lago, en el cual no puede haber vida de ningún tipo.

## Taxonomía y etimología
El género fue descrito por Jules Émile Planchon y publicado en Annales des Sciences Naturelles; Botanique, sér. 3 11: 79. 1849. La especie tipo es: Egeria densa Planch
Egeria: nombre genérico nombrado por Egeria, en la mitología romana, una de las Camenas, ninfa del séquito de Venus, que habitaba en la fuente o manantial de Porta Capena en Roma; era protectora de las novias como futuras madres así como también de los partos. Se casó con Numa Pompilio, «el piadoso», segundo rey de Roma y le enseñó asuntos relacionados con ser un rey justo y sabio, inspirándole la legislación religiosa, enseñándole plegarias y conjuros eficaces.

## Especies aceptadas
A continuación se brinda un listado de las especies del género Egeria (planta) aceptadas hasta septiembre de 2014, ordenadas alfabéticamente. Para cada una se indica el nombre binomial seguido del autor. abreviado según las convenciones y usos.	
- Egeria densa Planch
- Egeria heterostemon Koehler & Bove
- Egeria najas Planch